# Fyrfadslys
Et fyrfadslys er et lavt levende lys i en cylinder af tyndt aluminium. Varmekilden er ofte paraffin, der bliver flydende, når lyset har været tændt i en stykke tid, eller ren stearin. Brændetiden varierer fra 4 til 8 timer.
Aluminiumsbeholderen om lyset har en diameter på mellem 37,3 og 39 mm Og en vægt på ca 16 gram. Det gør at den passer til de fleste fyrfadsholdere.
Lysene anvendes både som hyggebelysning og til opvarmning af te, fondue eller gløgg.